# Janet Suzman
Dama Janet Suzman (Johannesburgo, 9 de febrero de 1939) es una actriz y directora sudafricana.

## Biografía

### Primeros años
Suzman nació en Johannesburgo en una familia judía. Sus padres fueron Betty y Saul Suzman, un importador de tabaco. Su abuelo, Max Sonnenberg, fue miembro de parlamento sudafricano. Suzman es sobrina de la activista Helen Suzman. Suzman estudio en el Kingsmead College en Johannesburgo y posteriormente asistió a la University of the Witwatersrand, en donde estudió inglés y francés. En 1959, se mudó a Londres.

### Carrera
Luego de estudiar teatro en la Academia de Música y Arte Dramático de Londres, Suzman realizó su debut en la obra Billy Liar en 1962 en el Tower Theatre (Ipswich). En 1963, se unió a la Royal Shakespeare Company (RSC), debutando como Juana de Arco en The Wars of the Roses. Con la RSC tuvo la oportunidad de interpretar varias heroínas de Shakespeare, tales como Rosaline en Trabajos de amor perdidos, Porcia en El mercader de Venecia, Ofelia en Hamlet, Catalina en La fierecilla domada y Lavinia en Tito Andrónico. Aunque generalmente actuaba en obras clásicas y de Shakespeare, Suzman también participó en producciones de obras de Jean Genet, Harold Pinter, Ronald Harwood, Kenyon Nicholson y Edward Albee.
Suzman apareció en varios dramas televisivos británicos durante los años 1960 y los años 1970, incluyendo adaptaciones de Saint Joan (1968), Las tres hermanas (1969), Macbeth (1970), Hedda Gabler (1972), Noche de reyes (1973) y El detective cantante (1986). 
Suzman realizó su debut cinematográfico en Nicolás y Alejandra (1971). Por su interpretación de la zarina Alejandra fue nominada al Óscar, al BAFTA y al Globo de Oro. Posteriormente apareció en A Day in the Death of Joe Egg (1972) junto a Alan Bates. Desde entonces, Suzman ha aparecido en pocos filmes, incluyendo The Black Windmill (1974) de Don Siegel, Nijinsky (1980), El contrato del dibujante (1982) de Peter Greenaway, A Dry White Season (1989) junto a Marlon Brando, Y la nave va (1989) de Federico Fellini, Monjas a la carrera (1990) y Max (2002).

### Últimos años
De vuelta en Sudáfrica, Suzman dirigió producciones de Otelo, la cual también fue televisada, y de Der gute Mensch von Sezuan en el Market Theatre de Johannesburgo. También realizó una gira con una adaptación de El jardín de los cerezos titulada The Free State. Asimismo, ha dirigido varias producciones desde 1990, incluyendo A Dream of People con la RSC, The Cruel Grasp en el Festival Internacional de Edimburgo, No Flies on Mr Hunter en el Chelsea Centre (1992), La muerte de un viajante en el Clwyd Theatr Cymru (1993) y The Snow Palace en el Tour and Tricycle Theatre (1998).
En 2002, Suzman regresó a la RSC para actuar en una nueva versión de The Hollow Crown junto a Donald Sinden, Ian Richardson y Derek Jacobi. En 2005, apareció junto a Kim Cattrall en un reestreno de la obra de Brian Clark Whose Life Is It Anyway?. En 2007, Suzman interpretó a Volumnia en Coriolano en Stratford-upon-Avon.

## Premios y distinciones
Premios Óscar
| Año  | Categoría    | Película            | Resultado |
| ---- | ------------ | ------------------- | --------- |
| 1972 | Mejor actriz | Nicolás y Alejandra | Nominada  |